# Avrămești, Mureș
Avrămești (în maghiară Eckentelep) este o localitate componentă a orașului Luduș din județul Mureș, Transilvania, România.

## Istoric
În anul 1883 au fost colonizați aici mai multe familii de ceangăi.

## Populație
Conform Recensământului din anul 2022 populația localității era de 194 locuitori în scădere față de datele de la ultimul recensământ când populația localității era de 204 locuitori. 